# Canthylidia mesoleuca
Canthylidia mesoleuca là một loài bướm đêm trong họ Noctuidae.